# William Brent
William Brent Unger (Palm Beach, Florida; 15 de octubre de 1995), anteriormente conocido como Billy Unger, es un joven actor de cine y televisión estadounidense. conocido por actuar en series de televisión como: Mental, Medium o Lab Rats y películas como Crank: High Voltage, Opposite Day y National Treasure: Book of Secrets.

## Primeros años
Nació en la ciudad de Florida en el Condado de Palm Beach, al igual que sus tres hermanos, Erin, Eric y Elle. Durante su niñez, Unger desarrolló una gran inspiración por la actuación, de tal forma que a la edad de nueve años, decidió que quería convertirse en un actor. Por lo cual su padre lo inscribió tiempo después en una escuela dedicada al estudio y enfoque de la actuación. De igual forma también para sus tres hermanos. En 2006 su familia se mudó a Hollywood, California Durante ese periodo Unger obtuvo principalmente personajes en algunas series de Disney.

## Carrera

### Debut
Comenzó su carrera como actor en 2007, después de un tiempo de dedicación y estudio a la actuación. Durante ese añoapareció en shows de TV como The Tonight Show with Jay Leno, Scrubs, Cold Case y Desperate Housewives, además de un cortometraje que también realizó antes, titulado Sevens Elenen Toys. En ese mismo año debutó en cine con National Treasure: Book of Secrets del director Jon Turteltaub con el personaje de Charles Gates. En esta cinta Unger actuó junto a actores como Nicolas Cage, Jon Voight, Helen Mirren y Ed Harris.
Un año después, participó en varias series de televisión, Medium, Can You Teach My Alligator Manners?, Terminator: The Sarah Connor Chronicles, Mental, Almas perdidas, Sunny, entre estrellas y No Ordinary Family. Siguieron dos películas más, que protagonizó en el mismo año: Changeling, dirigida por Clint Eastwood y protagonizada por Colm Feore, Amy Ryan y Angelina Jolie y, finalmente, Marlowe.

### Años 2010
Durante los década de 2010 destacó en películas como You Again, dirigida por Andy Fickman, y protagonizada por Kristen Bell, Sigourney Weaver y Betty White, donde Unger interpreta el personaje de Ben Olsen. También hubo títulos como Monster Mutt en 2011 y Sammy's Adventures: The Secret Passage, un film animado donde hizo la voz de uno de los personajes dentro de esta película para el personaje: Hatchling Sammy. De igual forma también actuó en varios episodios de series de televisión como Ghost Whisperer, Fish Hooks y Lab Rats, con el personaje de Chase, en Kickin' it, como Brody en uno de los episodios, y en un episodio de Sonny with a Chance, como Wesley.
A finales de 2011 Unger presentó un doblaje de voz para un personaje de nombre Nathan Drake, el cual se refiere a una interpretación más joven al personaje como, Nathan Drake Young, esto para un videojuego de acción y aventura llamado Uncharted 3: Drake's Deception (Uncharted 3: La traición de Drake), el cual fue lanzado en noviembre de 2011, y marca para Unger un debut en un videojuego. Su hermano menor Eric, ha participado con Unger en algunas películas: Sammy's Adventures: The Secret Passage (Las Aventuras de Sammy: En Busca del Pasaje Secreto) y Monster Mutt. Eric consiguió actuar tiempo antes, en algunos comerciales de televisión como: Reebok, Trix, Saturn, Leapfrog y PlayStation 3. Él logró debutar hasta el año 2010, al salir en algunos programas de televisión, seguido de algunas películas que interpretó al salir en algunas escenas. En junio de 2012 asistió con Unger a una nueva presentación de Disney Channel llamada, Let it Shine.
Sus apariciones más recientes en televisión son en las series Lab Rats, su spinoff Lab Rats: Elite Force, A.N.T. Farm, y Kickin' it. Regresará nuevamente doblando su voz para la secuela Sammy's Adventures 2, con el personaje de Sammy. dicha cinta tuvo su estreno en agosto de 2012 en Bélgica, donde es conocida con el nombre: Sammy's Avonturen. A partir de Lab Rats: Elite Force será acreditado como William Brent.
Unger estuvo en la presentación de cintas como John Carter en marzo de 2012., y The Avengers ("Los Vengadores") además asistió a varias presentaciones de series de TV principalmente de la compañía Disney. En tiempos libres de descanso, Unger suele practicar deportes como, artes marciales, skateboarding, motocross y surf, además de bailar hip-hop y tocar instrumentos musicales como guitarra, y batería.

## Filmografía
| Cine y Televisión | Cine y Televisión                                              | Cine y Televisión                | Cine y Televisión                                                                  | Cine y Televisión |
| Año               | Título                                                         | Personaje                        | Notas                                                                              |                   |
| ----------------- | -------------------------------------------------------------- | -------------------------------- | ---------------------------------------------------------------------------------- | ----------------- |
| 2007              | Scrubs (serie de televisión)                                   | Devin                            | 1 episodio                                                                         |                   |
| 2007              | Cold Case (serie de televisión)                                | Jeff Reed                        | 1 episodio                                                                         |                   |
| 2007              | The Tonight Show                                               | Kid #2 / Transfat Kid            |                                                                                    |                   |
| 2007              | Seven's Eleven Toys                                            | Frankie                          | Cortometraje                                                                       |                   |
| 2007              | Desperate Housewives (serie de televisión)                     | Chad / Jeremy McMullin           | 2 episodios                                                                        |                   |
| 2007              | National Treasure: Book of Secrets                             | Charles Gates                    |                                                                                    |                   |
| 2008              | Medium (serie de televisión)                                   | Teddy Carmichael / Young Joey    | Nominado - Young Artist Awards - Mejor actuación de un joven actor en series de TV |                   |
| 2008              | Changeling                                                     | Chico que grita (Voz)            | Sin acreditar                                                                      |                   |
| 2008              | Can You Teach My Alligator Manners? (serie de televisión)      | Eric                             | 2 episodios                                                                        |                   |
| 2008              | Marlowe                                                        | Robby North                      | Premio Young Artist Awards - Mejor actuación en una película                       |                   |
| 2008              | Terminator: Las Crónicas de Sarah Connor (serie de televisión) | Marty Bedell                     | 1 episodio                                                                         |                   |
| 2008              | Padre de familia (serie de televisión)                         | Varios personajes (Voz)          | 1 episodio                                                                         |                   |
| 2009              | Guerra de novias                                               | Voz                              |                                                                                    |                   |
| 2009              | Rock Slyde                                                     | Rock Slyde Menor                 |                                                                                    |                   |
| 2009              | Special Agent Oso (serie de televisión)                        | Michael                          | 1 episodio                                                                         |                   |
| 2009              | Crank: High Voltage                                            | Chev Menor                       |                                                                                    |                   |
| 2009              | Mental (serie de televisión)                                   | Conor Stephens                   | Premio Young Artist Award - mejor actuación en series de TV actor joven            |                   |
| 2009              | Hawthorne (serie de televisión)                                | Sam                              | 1 episodio                                                                         |                   |
| 2009              | Día Opuesto                                                    | Sammy Benson                     |                                                                                    |                   |
| 2009              | Children of the Corn                                           | Voces adicionales (papel de voz) | Película de TV                                                                     |                   |
| 2010              | El Invitado                                                    | Voces adicionales (papel de voz) |                                                                                    |                   |
| 2010              | Las Habichuelas Mágicas                                        | Príncipe Encantador              |                                                                                    |                   |
| 2010              | Almas perdidas (serie de televisión)                           | Pete Murphy                      | Nominado - Young Artist Awrad - mejor actuación en series de TV                    |                   |
| 2010              | Las Aventuras de Sammy: En Busca del Pasaje Secreto            | Hatchling Sammy                  | Voz                                                                                |                   |
| 2010              | ¡Otra Vez Tú!                                                  | Ben Olsen                        | Premios Young Artist - Mejor Actuación en un Largometraje de Actor Joven           |                   |
| 2010              | Sunny, entre estrellas (serie de televisión)                   | Wesley                           | 1 episodio - "Sonny with a 100% Chance of Meddling"                                |                   |
| 2011              | No Ordinary Family                                             | Troy Cotten                      | 1 episodio                                                                         |                   |
| 2011              | Uncharted 3: La traición de Drake (Videojuego)                 | Natan Drake Menor                |                                                                                    |                   |
| 2011              | Monster Mutt                                                   | Zack Taylor                      | Nominado - Young Artist Award - Mejor actuación en una película de DVD joven actor |                   |
| 2011              | Pecezuelos                                                     | Bradley "Brad" Kingstone         | Voz. 2 episodios. Recurrente.                                                      |                   |
| 2012              | Kickin' it (serie de televisión)                               | Brody                            | Episodio:Ira del Cisne                                                             |                   |
| 2012              | Lab Rats (serie de televisión) 2012-2016                       | Chase Davenport                  | Rol principal                                                                      |                   |
| 2012              | A.N.T. Farm (serie de televisión)                              | Neville                          | 1 episodios                                                                        |                   |
| 2012              | Las Aventuras de Sammy: El Gran Escape                         | Sammy                            | Voz                                                                                |                   |
| 2013              | The Lost Medallion: The Adventures of Billy Stone              | Billy Stone                      | Rol principal                                                                      |                   |
| 2016              | Lab Rats: Elite Force                                          | Chase Davenport                  | Rol principal; acreditado como William Brent                                       |                   |

## Premios y nominaciones
| Premio             | Año  | Categoría                                                                        | Resultado | Personaje                      |
| ------------------ | ---- | -------------------------------------------------------------------------------- | --------- | ------------------------------ |
| Young Artist Award | 2009 | Mejor actuación en una película en DVD                                           | Ganador   | Robby North en Cop Dog         |
| Young Artist Award | 2009 | Mejor actuación en una serie de televisión - Actor invitado joven                | Nominado  | Teddy Carmichael en Medium     |
| Young Artist Award | 2010 | Actor invitado joven (13 años o menos)                                           | Ganador   | Conor Stephens en Mental       |
| Young Artist Award | 2011 | Mejor actuación en una película - Actor de reparto joven                         | Ganador   | Ben en You Again               |
| Young Artist Award | 2011 | Mejor actuación en una serie de televisión - Actor invitado joven (14 - 17 años) | Nominado  | Pete Murphy en Ghost Whisperer |
| Young Artist Award | 2012 | Mejor actuación en una película en DVD - Elenco joven                            | Nominado  | Zack Taylor en Monster Mutt    |